# Band Discovery
Band Discovery foi um programa exibido na Band nas noites sábado logo após Clipmania. 
No início, chamava Sessão Discovery Channel e passou a chamar Band Discovery com novos documentários com uma hora cada, que foram exibidos entre 2000 e 2004 Documentarios da Discovery Channel exibidos na Rede Bandeirantes com logo e vinheta própria.